# Nagrada Meša Selimović (Beograd)
Nagrada Meša Selimović, srbijanska je književna nagrada za knjigu godine s područja Srbije, dodjeljuje se u Beogradu od 1988. godine. Nagrada se od 1992. godine dodjeljivala za knjigu godine s područje SR Jugoslavije, kasnije Srbije i Crne Gore, a od 2007. godine dodjeljuje se samo za područje Srbije. Ustanovitelji nagrade su novine Večernje novosti i Udruženje izdavača i knjižara Srbije i Crne Gore (od 2007. godine samo Srbije) na inicijativu Ognjena Lakićevića i Dragana Bogutovića. Nagrada Meša Selimović sastoji se od reljefa s likom Meše Selimovića koji je rad akademskog umjetnika Miroslava D. Savića, povelje i novčane nagrade. 

## Dobitnici
- 1988.: Dubravka Ugrešić - Forsiranje romana rijeke i Milorad Pavić - Predeo slikan čajem
- 1989.: Slobodan Selenić - Timor mortis
- 1990.: Svetlana Velmar-Janković - Lagum
- 1991.: Radoslav Bratić - Strah od zvona
- 1992.: Ivan V. Lalić - Pismo
- 1993.: Radoslav Petković - Sudbina i komentari
- 1994.: Dragan Jovanović Danilov - Živi pergament
- 1995.: Antonije Isaković - Gospodar i sluge
- 1996.: Dobrica Ćosić - Vreme vlasti 1
- 1997.: Goran Petrović - Opsada crkve Svetoga Spasa
- 1998.: Dobrilo Nenadić - Despot i žrtva
- 1999.: Milosav Tešić - Sedmica
- 2000.: Radovan Beli Marković - Liminacija u ćelijama
- 2001.: Danilo Nikolić - Jesenja svila
- 2002.: Rajko Petrov Nogo - Nedremano oko
- 2003.: Vojislav Karanović - Svetlost u naletu
- 2004.: Stevan Raičković - Fascikla 1999/2000
- 2005.: Miro Vuksanović - Semolj zemlja
- 2006.: Novica Tadić - Neznan.[1]
- 2007.: Dragan Velikić - Ruski prozor[2]
- 2008.: Petar Sarić - Sara i Vladimir Kecmanović - Top je bio vreo[3]
- 2009.: Živorad Nedeljković - Ovaj svet[4]
- 2010.: Vladan Matijević - Vrlo malo svetlosti[5]
- 2011.: Dejan Aleksić - Jedino vetar[6]
- 2012.: Aleksandar Gatalica - Veliki rat[7]
- 2013.: Ivan Negrišorac - Kamena čtenija i Slobodan Vladušić - Mi, izbrisani.
- 2014.: Enes Halilović - Zidovi
- 2015.: Milisav Savić - La Sans Pareille
- 2016.: Vladislav Bajac - Hronika sumnje i Mirko Demić - Ćutanja iz Gore
- 2017.: Dejan Ilić - Dolina Plistos
- 2018.: Alek Vukadinović - U vatri se bog odmara i Milo Lompar - Crnjanski - biografija jednog osećanja
- 2019.: Vladimir Pištalo - Značenje džokera
- 2020.: Igor Marojević - Ostaci sveta